# Ghislaine Dupont
Ghislaine Dupont (13. januar 1956 – 2. november 2013) var en fransk journalist, som særligt behandlede emner med relation til Afrika. Hun blev dræbt d. 2. november 2013 ikke langt fra Kidal i det nordøstlige Mali efter at være blevet bortført af uidentificerede overfaldsmænd. Hun var sammen med teknikeren Claude Verlon, som blev dræbt sammen med hende.